# Enabling Act (1802)
L'Enabling Act, o Atto di Permissione del 1802, fu approvato il 30 aprile 1802 dal settimo Congresso degli Stati Uniti. Questo atto autorizzò ai residenti della parte orientale del Territorio del nord-ovest a formare lo Stato dell'Ohio e ad unirsi agli Stati Uniti d'America come diciassettesimo Stato. Venne proposto anche di creare altri Stati smembrando il Territorio del nord-ovest.
L'Ohio fu il primo Stato ad essere creato sottraendo al Territorio del nord-ovest delle aree, come stabilito dall'Ordinanza del nordovest nel 1787 in un atto del Congresso continentale sotto gli Articoli della Confederazione. L'Ordinanza del nordovest chiese infatti la creazione di un nuovo Stato, possibilmente da unire agli Stati Uniti. Nel 1802 l'Ohio, situato nella parte più orientale del Territorio del nord-ovest, superava i 60 000 abitanti, uno dei requisiti per l'entrata nell'Unione. L'Enabling Act del 1802 permise agli abitanti dell'Ohio di iniziare la procedura per la creazione del nuovo Stato.
L'atto obbligava gli abitanti dell'Ohio ad eleggere un delegato ogni 1 200 persone per partecipare alle convenzioni costituzionali. Questi delegati si incontrarono nella città di Chillicothe il 1º novembre 1802, e decisero come svolgere le elezioni per il Governatore statale, i membri del consiglio, dei giudici e dei rappresentanti che avrebbero partecipato alla riunione costituzionale.
Il nuovo Stato godeva dello stesso tipo di status degli altri Stati dell'unione e avrebbe posseduto solo un rappresentante nella Camera dei Rappresentanti degli Stati Uniti durante il successivo censimento. L'atto garantì anche delle terre possedute solamente dall'Ohio e scuole pubbliche. Promise inoltre che un ventesimo del guadagno ricavato dalla Camera dei Rappresentanti sarebbe stato investito nella costruzione di edifici pubblici, strade e ponti.
La convenzione era d'accordo nella creazione del nuovo Stato, della superficie delle terre possedute e dei membri politici e creò la Costituzione dell'Ohio nel 1802. Il 19 febbraio 1803 il Congresso riconobbe ufficialmente lo Stato dell'Ohio come parte degli Stati Uniti d'America.